# Daniel Mangrané
Daniel Mangrané Mangrané (Tortosa, 8 de marzo de 1910-Barcelona, 27 de diciembre de 1985) fue un cineasta español. Hijo del industrial Daniel Mangrané Escardó que fue diputado durante la Segunda República por Esquerra Republicana de Catalunya (y a la memoria del que se han dedicado un instituto-escuela y una calle en la localidad de Jesús) y de Adela Mangrané Adell.

## Biografía
Fue ingeniero químico, profesor en la Universidad Técnica de Berlín, aunque también trabajó frecuentemente en las empresas familiares. Fue miembro del cuerpo facultativo de la Cruz roja y doctor honoris causa por la Universidad de Río de Janeiro. Desarrolló su profesión también en Francia, Italia y Alemania y escribió una docena de libros de química. Pasó la Guerra Civil en Lyon en donde contribuyó al descubrimiento de la mercromina.

## Carrera cinematográfica
Desarrolló su carrera cinematográfica en las décadas de los años 30, 40 y 50 del siglo XX. Su primera acreditación fue en 1936, como productor, guionista y compositor de la película Nuevos ideales. El guion del film fue calificado como "burgués" y "contrario a la lucha de clases" en la zona republicana y, sin embargo, llegó a exhibirse en la zona "nacional" durante la guerra.
Dirigió dos películas, Parsifal en 1951 (con Carlos Serrano de Osma como realizador técnico) y El duende de Jerez en 1954. En ambos casos actuó también como productor y guionista. Además produjo Rumbo (1953), Nuevos ideales (1936), que coprodujo con su padres, y La virgen gitana (1951) como productor asociado. 
Fue el guionista de las mencionadas Parsifal, El duende de Jerez, Nuevos ideales y El deber (1939), que también fue producida por su padre. 
Compuso la banda sonora original de El deber y de Nuevos ideales.

## Participación en festivales
- La virgen gitana (dirigida por Ramón Torrado): Selección oficial a competición Festival de Cannes 1951[5]
- Rumbo (dirigida por Ramón Torrado): Selección oficial a competición Festival de Cannes 1951[5]
- Parsifal: Selección oficial a competición Festival de Cannes 1952[6]